# Rhizophagus ussuriensis
Rhizophagus ussuriensis is een keversoort uit de familie kerkhofkevers (Monotomidae). De wetenschappelijke naam van de soort werd in 1984 gepubliceerd door Nikolay Borisovich Nikitskiy.